# Neothyone xanthaema
Neothyone xanthaema là một loài bướm đêm thuộc phân họ Arctiinae, họ Erebidae.